# Pogonomelomys bruijnii
Pogonomelomys bruijnii és una espècie de mamífer rosegador de la família dels múrids. És endèmic d'Indonèsia. Es tracta d'un animal arborícola. El seu hàbitat natural són els boscos humits tropicals de plana. Està amenaçat per la transformació del seu medi per a usos agrícoles i, molt probablement, la tala d'arbres. Aquest tàxon fou anomenat en honor del naturalista neerlandès Antonie Augustus Bruijn.